# Spuk aus der Gruft
Spuk aus der Gruft war die vierte Kinderserie aus der „Spuk“-Reihe. Mit ihr knüpften Drehbuchautor Claus-Ulrich Wiesner und Regisseur Günter Meyer  an die Erfolge der Vorgänger Spuk unterm Riesenrad, Spuk im Hochhaus und Spuk von draußen an.

## Handlung
„Ich will im Grabe nicht verwesen, wenn ich den Mord am Schäfer Dühn begangen habe“, schwor sich der junge Friedrich Freiherr von Kuhlbanz vor fast 300 Jahren, als er starb. So ist er über den Tod hinaus verflucht und wurde als Mumie von Roggelin zur Legende. Das Mädchen Maja tritt ihm eines Nachts bei einer Mutprobe in leibhaftiger Gestalt gegenüber. Maja entschließt sich, allen Warnungen zum Trotz, Friedrichs Unschuld zu beweisen, nachdem Friedrich von Kuhlbanz sie mit seiner rätselhaften, traurigen Geschichte für sich gewinnen konnte.

## Episoden
1. Die Mumie von Roggelin
2. Das Medaillon aus dem Sarg
3. Das Geheimnis des Königs
4. Das Gericht der Schatten

## Hintergrund
Die Geschichte geht zurück auf die Sage um „Ritter Kahlbutz“, der als Mumie im Ortsteil Kampehl der brandenburgischen Stadt Neustadt (Dosse) zu besichtigen ist. Ein Großteil der Serie wurde im brandenburgischen Dorf Stücken gedreht. Ihre Fortsetzung fand die Serie in der Reihe Spuk im Reich der Schatten.

## Produktion und DVD-Veröffentlichung
Die Produktionsfirma von Spuk aus der Gruft ist die Firma Antaeus Film- und Fernsehproduktionsgesellschaft GmbH aus Potsdam-Babelsberg. Die an der Produktion beteiligten Kanäle sind der Ostdeutscher Rundfunk Brandenburg (ORB) von Potsdam-Babelsberg und der Norddeutsche Rundfunk (NDR) von Hamburg.
Bei Icestorm Entertainment erschienen Spuk aus der Gruft, Spuk im Reich der Schatten und Spuk am Tor der Zeit im Jahr 2010 als Trilogie zusammen in einer Box.